# 心理陰影
根據榮格心理分析學，陰影是人無意識或夢中同性但性格與自我（ego）相反的人物，也是榮格四大原型之一。榮格認為人性是矛盾的，如果表現於外的意識中的性格是東，在無意識中補償性的性格往往是西。陰影也有正負之分。正面的自我的陰影是負面的。負面的自我的陰影是正面的

## 小說例一
赫爾曼·黑塞的小說《荒原狼》中主人翁哈瑞是有意識的自我（ego），荒原狼是他無意識中的負面的陰影。哈瑞是受良好教育的溫和知識份子，相對的荒原狼卻是衝動直率又孤僻。

## 投射
正如阿尼瑪或是阿尼瑪斯，人會將自己的陰影投射在他人身上。

## 個體化
榮格的心理分析學主張個體化，由有意識的自我認知並融合無意識中的陰影（也認知並融合阿尼瑪或是阿尼瑪斯），發展自性（self）的性格，進而邁入成熟平衡的性格。